# Catocala iliana
Catocala iliana là một loài bướm đêm trong họ Erebidae.